# San Francisco (Panamá)
San Francisco es un corregimiento que pertenece al área urbana de la ciudad de Panamá. Colinda con la bahía de Panamá y con los corregimientos de Bella Vista, Parque Lefevre y Pueblo Nuevo. Representa el eje comercial, financiero y turístico de la capital panameña.

## Historia

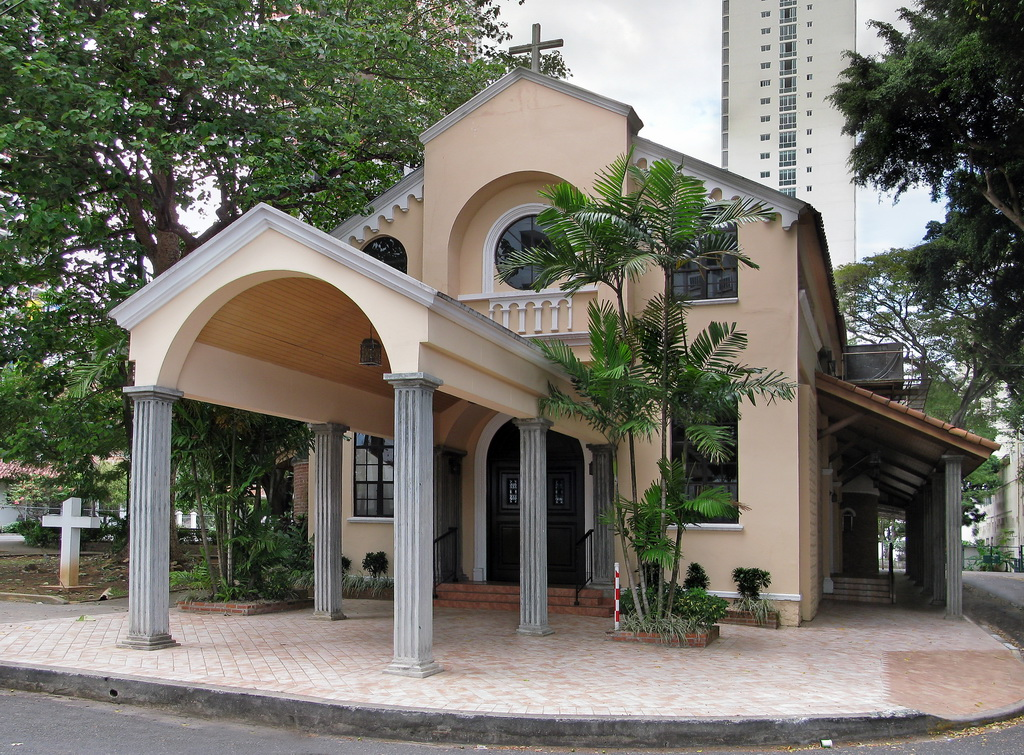
Iglesia de San Francisco de la Caleta.

Era Precolonial: Antes de la llegada de los españoles a Panamá, el área que ahora se conoce como San Francisco estaba habitada por varios grupos indígenas, incluyendo los Cuevas y los Coclé. Estos grupos vivían en pequeñas aldeas y subsistían de la caza, la pesca y la agricultura.
Los pueblos Cuevas y Coclé eran hábiles artesanos y creaban intrincadas piezas de cerámica y esculturas de piedra. Los restos de estos artefactos todavía se pueden encontrar en la zona, y algunos están en exhibición en el Museo Antropológico Reina Torres de Araúz.
Los pueblos Cuevas eran conocidos por su impresionante arquitectura, construyendo estructuras complejas de piedra y adobe. También desarrollaron un intrincado sistema de canales de riego para apoyar su agricultura. Los pueblos Coclé eran conocidos por su cerámica, altamente valorada por su belleza y artesanía.
Los grupos indígenas del área de San Francisco comerciaban con otros grupos en todo Panamá y más allá, intercambiando bienes como sal, tabaco y algodón. También participaban en redes de comercio a larga distancia, intercambiando bienes con otros grupos indígenas de Centro y Sudamérica.
La llegada de los españoles a Panamá en 1519 marcó el comienzo del fin de la era precolonial en el área de San Francisco. Los españoles rápidamente comenzaron a explotar los recursos de la zona, incluyendo su rico suelo y depósitos minerales. La población indígena fue obligada a trabajar en las minas y plantaciones españolas, y muchos fueron asesinados o esclavizados.
Hoy en día, se están haciendo esfuerzos para preservar el patrimonio de los grupos indígenas del área de San Francisco. El Museo Antropológico Reina Torres de Araúz alberga una colección de artefactos precolombinos y proporciona información sobre las culturas indígenas que alguna vez prosperaron en la zona.
Era Colonial: La era colonial en el área de Corregimiento San Francisco en Panamá comenzó con la llegada de los españoles en 1519. La región formaba parte de la provincia de Panamá Viejo, fundada por Pedrarias Dávila. La conquista española trajo cambios a los grupos indígenas que vivían en la zona, quienes se vieron obligados a adaptarse a una nueva forma de vida bajo el dominio español.
Los españoles establecieron la ciudad de Panamá Viejo como la capital de la provincia, la cual creció rápidamente en el siglo XVI. Panamá Viejo se convirtió en un centro de comercio y comercio, conectando Sudamérica con España a través del Mar Caribe. La ciudad atrajo a familias españolas adineradas, comerciantes y aventureros, quienes construyeron impresionantes casas, iglesias y monasterios.
En 1671, la Ciudad de Panamá Viejo fue destruida por el pirata galés Henry Morgan, quien saqueó la ciudad y la incendió. Los sobrevivientes españoles huyeron a las colinas cercanas, donde fundaron una nueva ciudad, a la cual nombraron Ciudad de Panamá. El área que hoy se conoce como San Francisco era parte de la nueva ciudad, que se convirtió en la capital de la provincia.
Durante la era colonial, el área de San Francisco se usó principalmente para la agricultura, con muchas plantaciones que producían cultivos como azúcar, tabaco y café. La era colonial en el área de San Francisco se caracterizó por una compleja jerarquía social, con la élite española en la cima, seguida por los mestizos (personas de raza mixta) y, en la parte inferior, los indígenas y los africanos esclavizados. Los indígenas fueron obligados a trabajar en las plantaciones y en las minas, mientras que los africanos fueron traídos a Panamá como esclavos para trabajar en la construcción del Canal de Panamá.
La era colonial en el área de San Francisco llegó a su fin en 1821, cuando Panamá obtuvo su independencia de España y se convirtió en parte de la República de Gran Colombia. El área continuó desarrollándose y creciendo, con nuevas casas, negocios y edificios públicos que se establecieron. El área de San Francisco sigue siendo un distrito cultural e histórico importante en Panamá, con muchos hitos y edificios que dan testimonio de su rico pasado colonial.

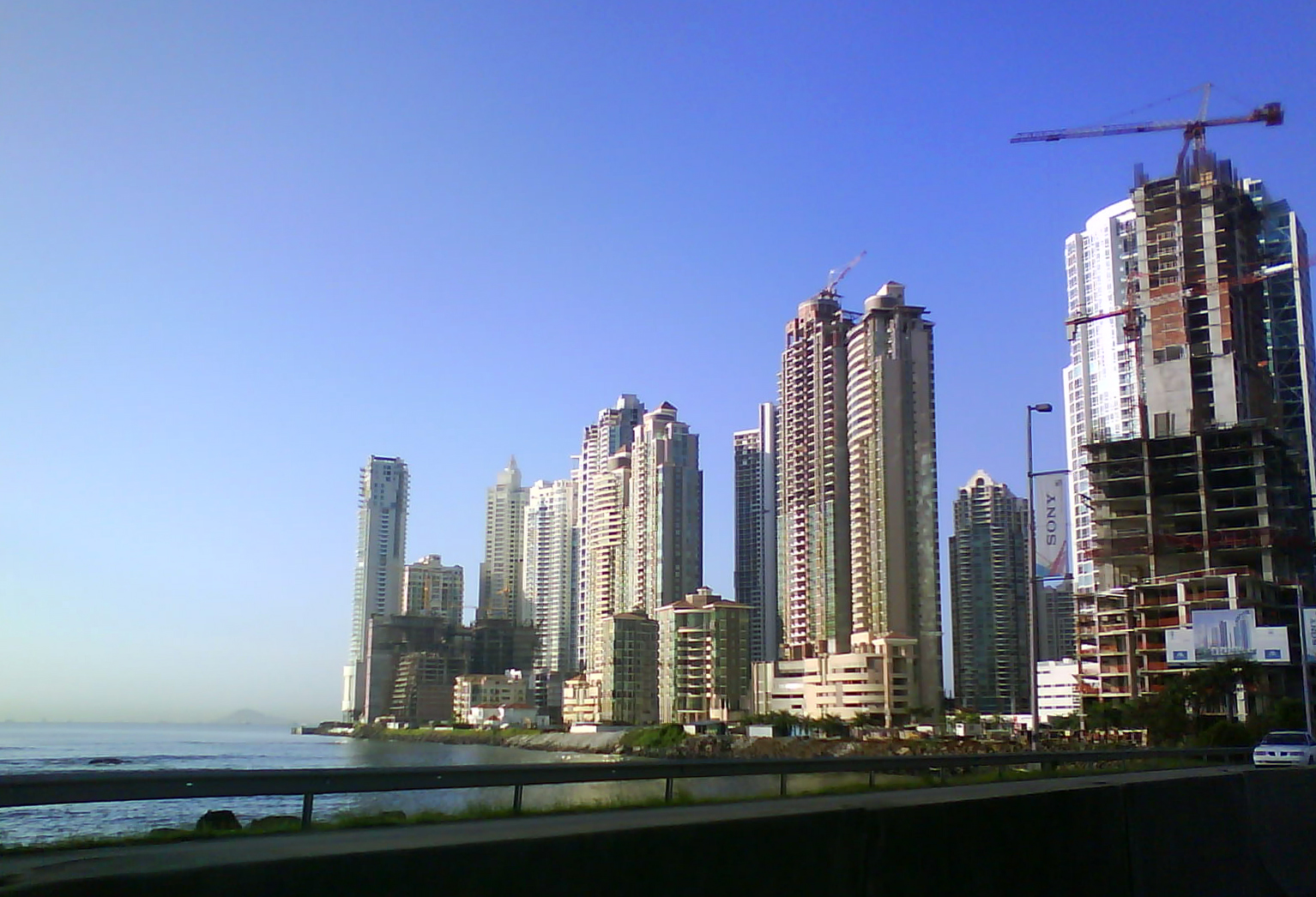
Auge de la construcción en el sector de Punta Pacífica.

Era de la Independencia: Después de siglos de dominio colonial, Panamá obtuvo su independencia de España en 1821 y se convirtió en parte de la República de Gran Colombia. Durante este tiempo, el área de San Francisco continuó desarrollándose, con la construcción de numerosas viviendas y negocios.
Uno de los eventos más significativos de la Era de la Independencia fue la separación de Panamá de Colombia en 1903, lo que permitió a Panamá convertirse en una nación soberana. Este evento fue impulsado por el deseo de una mayor autonomía y control sobre el Canal de Panamá, que se encontraba en construcción en ese momento.
El área de San Francisco desempeñó un papel en los eventos que llevaron a la separación de Panamá de Colombia. El 3 de noviembre de 1903, un grupo de conspiradores liderados por Manuel Amador Guerrero y apoyados por intereses estadounidenses, se rebelaron contra el gobierno colombiano en la Ciudad de Panamá. Los conspiradores declararon la independencia de Panamá y establecieron la República de Panamá. El área de San Francisco fue uno de los barrios donde los revolucionarios tenían sus cuarteles generales.
Después de la independencia, el área de San Francisco siguió creciendo y se urbanizó más, con la construcción de nuevas carreteras, parques y edificios públicos. Uno de los proyectos más significativos de esta época fue la construcción de la Avenida Central, que ahora es una de las principales vías de la Ciudad de Panamá y atraviesa el área de San Francisco.
El corregimiento se creó el 9 de agosto de 1926, tres años después de que el presidente Belisario Porras fundara oficialmente la comunidad de San Francisco de la Caleta. Al parecer, el nombre tiene su origen en la imagen de un santo que encontraron unos pescadores del lugar, en la playa conocida como Playa Trujillo. El santo fue identificado, por los devotos moradores, como San Francisco de Asís. Los claretianos construyeron posteriormente en esta comunidad la conocida Iglesia de San Francisco de la Caleta, que fue inaugurada el 2 de julio de 1933. La localidad fue por mucho tiempo un apéndice del centro urbano de la ciudad, funcionando como lugar de retiro y diversión para sus residentes.
En la década de 1950, Panamá experimentó un significativo crecimiento económico, impulsado por la construcción del Canal de Panamá y el desarrollo de otras industrias como la banca y el turismo. El área de San Francisco se benefició de este crecimiento y se convirtió en un centro de comercio y finanzas.
Hoy en día, el área de San Francisco es un bullicioso distrito comercial y residencial, hogar de numerosas empresas, restaurantes y condominios de lujo. El área ha experimentado un significativo desarrollo en los últimos años, con nuevos proyectos de construcción y renovaciones de edificios antiguos.
Era Moderna: La era moderna del área de San Francisco comenzó a mediados del siglo XX, cuando Panamá experimentó un significativo crecimiento económico impulsado por la construcción del Canal de Panamá y el desarrollo de otras industrias como la banca y el turismo. El área de San Francisco se benefició de este crecimiento y se convirtió en un centro de comercio y finanzas.
En la década de 1970, el gobierno de Panamá inició un programa de modernización y renovación urbana que transformó el área de San Francisco. Se construyeron nuevas carreteras, parques y edificios públicos, y los edificios antiguos fueron renovados o reemplazados por estructuras modernas.
Uno de los proyectos más significativos de esta época fue la construcción del Corredor Sur, una moderna autopista que atraviesa el área de San Francisco y la conecta con otras partes de la Ciudad de Panamá. El Corredor Sur ha desempeñado un papel crucial en el desarrollo del área, haciéndola más accesible para los trabajadores y facilitando el crecimiento de los negocios y las comunidades residenciales.
En los últimos años, el área de San Francisco ha experimentado una nueva ola de desarrollo, con muchos nuevos proyectos de construcción y renovaciones de edificios antiguos. El área se ha convertido en un centro de desarrollo residencial de alta gama, con condominios de lujo y edificios de apartamentos que han surgido en todo el distrito.

El área de San Francisco también alberga muchos negocios, restaurantes y tiendas, lo que la convierte en un destino popular tanto para los locales como para los turistas. La zona tiene una vibrante vida nocturna, con muchos bares y clubes que atienden a una amplia gama de gustos e intereses.

## Economía
Actualmente, el corregimiento de San Francisco forma parte del centro financiero y comercial de la ciudad de Panamá. Es una de las zonas donde se ha concentrado el auge inmobiliario de los últimos años en la ciudad. Algunos de sus sectores, como Punta Paitilla y Punta Pacífica, forman parte de las áreas residenciales más exclusivas del país y exhiben una alta densidad de rascacielos. Con una economía basada mayormente en la esfera de los servicios, en este corregimiento se ubican numerosos bancos, hoteles, restaurantes y algunos de los centros comerciales más completos y modernos del país, como Multicentro y Multiplaza Pacific. 
También se pueden encontrar aquí escuelas de gran tradición (como los Institutos José A. Remón Cantera, Richard Neumann, la Escuela Profesional Isabel Herrera Obaldía y el Instituto Técnico Don Bosco) y modernos hospitales, como el Centro Médico de Paitilla y el Hospital Punta Pacífica, este último asociado al Hospital Johns Hopkins en Baltimore, Estados Unidos.

## Sitios de interés
En este corregimiento se encuentra el Parque Recreativo Omar Torrijos, uno de los parques más extensos de la ciudad, con un recorrido de aproximadamente 5 km. Conocido popularmente como Parque Omar, es uno de los lugares preferidos por los capitalinos para tomar un poco de aire fresco y alejarse un poco de la ajetreada metrópolis. Entre las múltiples instalaciones recreativas y culturales con las que cuenta este parque, se encuentra la Biblioteca Nacional de Panamá Ernesto J. Castillero.
Está ubicado también en este corregimiento el Centro de Convenciones ATLAPA, el mayor del país y uno de los más importantes de la región. En este centro, que abarca unas 8 ha, tienen lugar la mayoría de los acontecimientos internacionales, exposiciones y conciertos que se llevan a cabo en la ciudad.